# Rebecca Jones
Rebecca Jones (Mexikóváros, Mexikó, 1957. május 21. – 2023. március 22.) mexikói színésznő, producer.

## Élete és pályafutása
1957. május 21-én született Mexikóvárosban. Édesapja amerikai, édesanyja mexikói származású.
1983-ban debütált a színpadon az El coleccionista című darabban. Első szerepét a televízióban az El amor nunca muere című telenovellában játszotta. 1985-ben kapta meg első főszerepét az El ángel caídoban.
2011-ben elvált férjétől.

## Halála
2023. március 22-én, 65 évesen hunyt el petefészekrákban.

## Filmográfia
- Szerelmek Cabóban (2022)… Lucía de Noriega (magyar hangja: Ábrahám Edit )
- A sors keze (2021) … Antonia Solís (magyar hang: Vándor Éva)
- Doña Flor y sus dos maridos (2019 … Margarita Canúl
- Las Malcriadas (2017-2018) … Catalina Basurto
- A végzet asszonya (2016-2017) ... Yesenia Sandoval (magyar hang: Kovács Nóra)
- Que te perdone Dios (2015) ... Renata Flores del Ángel de López Guerra
- Señora Acero (2014) ... Enriqueta Sabido
- Pasión prohibida (2012-2013) ... Flavia vda. de Santillana
- Para volver a amar (2010-2011) ... Antonia Palacios de González
- Tengo todo excepto a ti (2008) ... Rebeca "Becky" Blaquier
- El alma herida (2003) ... Catalina Morales
- El país de las mujeres (2002) ... Bernarda
- La vida en el espejo (1999-2000) ... Isabel Franco
- Cadena de odio (1995) ... Ursula Robles Conde
- Imperio de cristal (1994-1995) ... Sofia Vidal / Elena Terán de Vidal
- La Sonrisa del Diablo (1992) ... Deborah San Román
- Dos vidas (1988) .... Teresa
- Cuna de lobos (1986-1987) ... Vilma De la Fuente de Larios
- El ángel caído (1985) ... María de los Ángeles Bustamante
- Angélica (1985) ... Silvia
- La traición (1984)... Georgina
- El maleficio (1983) ... Ruth Reyna
- El amor nunca muere (1982) ... Mary Ann

## Producerként
- Huracán (1997)